# Grande Rocheuse
La Grande Rocheuse  és una muntanya de 4102 metres que es troba a la regió de l'Alta Savoia a França.